# كلودي هاينيري
كلودي هاينيري (بالفرنسية: Claudie Haigneré)‏ (و. 1957 – م) هي رائدة فضاء من فرنسا . ولدت في Le Creusot .
وهي عضوة في Académie de l'air et de l'espace، وAcadémie des sciences d'outre-mer (France)، وRoyal Academy of Science, Letters and Fine Arts of Belgium، وFrench Academy of Technologies .

## ريادة الفضاء
شاركت في المهمات الفضائية:
- Soyuz TM-24
- Soyuz TM-32
- Soyuz TM-23
- Soyuz TM-33.

## جوائز
حصلت على جوائز منها:
- Grand Officer of the Legion of Honour
- Order of Friendship
- Order of Friendship of Peoples
- فارس وسام الاستحقاق الوطني
- Medal "For Merit in Space Exploration".